# Claude Bébéar

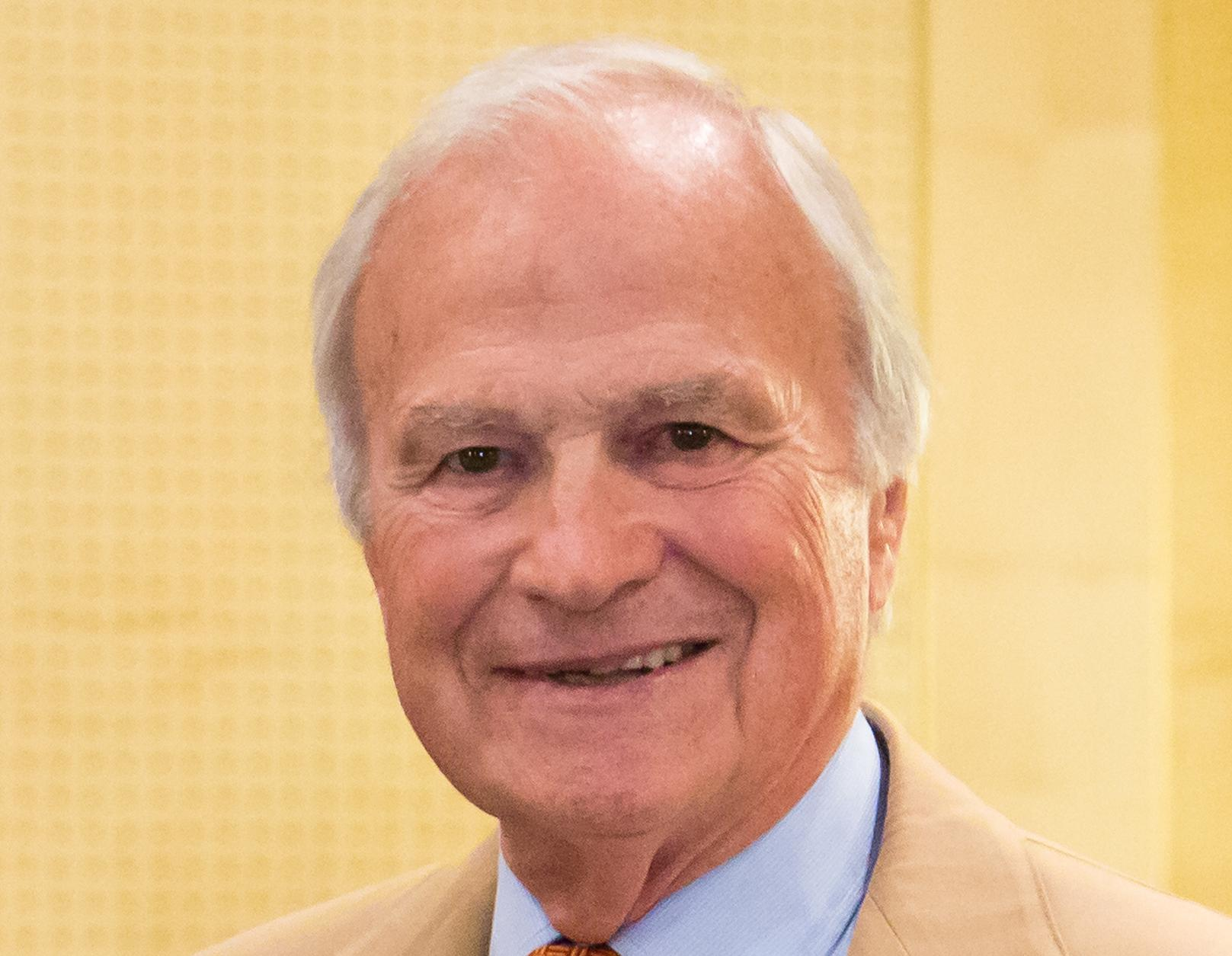
Claude Bébéar

Claude Bébéar (Issac, Dordoña, 29 de julio de 1935) es un hombre de negocios francés.
Es presidente del Consejo de vigilancia del grupo AXA y del Institut Montaigne.

## Biografía
En 1958, obtiene el diploma del Instituto de actuarios de París.
En 1975, es nombrado director general de "Anciennes Mutuelles" (Antiguas Mutuas) que se convierten en "Mutuelles Unies" (Mutuas Unidas).
En 1982, es nombrado presidente del grupo Drouot.
En 1985, crea AXA que, de fusión en fusión, acaba por absorber la UAP y se convierte en el primer grupo francés de Seguros. 
En 1997, George Bush le otorga el Point of Light Award, un premio destinado a recompensar las empresas más avanzadas en mecenazgo humanitario. Por primera vez éste premio es otorgado a una empresa no americana.
En mayo de 2000, cede las riendas de la Presidencia del Directorio y se convierte en Presidente del Consejo de Vigilancia de AXA.
Por otro lado, crea el Instituto Montaigne (que él preside), un grupo de reflexión político-económico-social francés. También es miembro del Instituto Turgot, un think tank.
Claude Bébéar es también administrador de BNP Paribas y de Schneider Electric, y miembro del Consejo de vigilancia de Vivendi Universal.
- Datos: Q2977112
- Multimedia: Claude Bébéar / Q2977112